# 阿爾金岩石礁國家公園

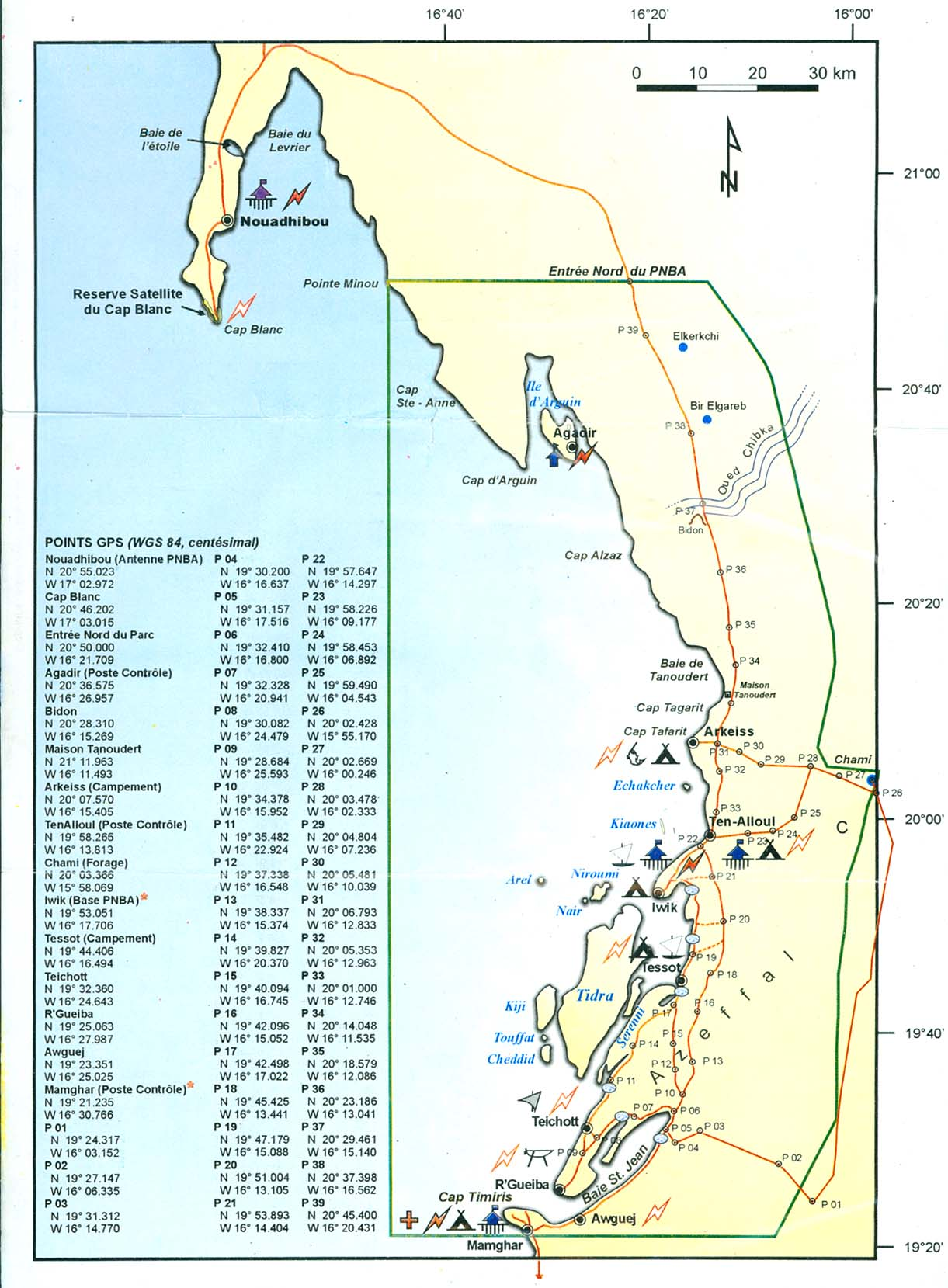
阿爾金岩石礁國家公園地圖

阿爾金岩石礁國家公園（阿拉伯语：‎）位於毛里塔尼亚努瓦迪布灣省與因希里省，成立於1976年，公園面積1.2萬平方公里。1989年，阿爾金岩石礁國家公園獲聯合國教科文化組織通過成為世界遗产，為茅利塔尼亞第一個，也是目前唯一的自然遗产。聯合國教科文組織指出，阿爾金岩石礁國家公園由沙丘、沿海沼澤地區、小島和淺海沿岸水域組成，陸地上的沙漠緊鄰海洋成為強烈的對比。該地區為重要的鸟类迁徙經過的區域，擁有豐富的生物多樣性。

## 歷史沿革
阿爾金岸灘（法語：banc d'Arguin）位於马格里布與黑非洲之間，地理上具有重要的戰略位置，在歐洲列強殖民非洲時期幾經易手。最早葡萄牙人約在1442年在阿爾金岸灘建立據點，之後荷蘭、英國、普魯士、法國先後控制該區域。此處有豐富的漁業資源，亦為阿拉伯膠、動物皮毛、黃金和奴隸的主要交換點之一，因此為歐洲列強的爭奪目標。
該區域最後一次在歐洲列強間易手為1815年维也纳会议之後，之後該地區控制權由英國轉為法國。1816年7月，法國海軍美杜莎号巡防舰在阿爾金岸灘沉沒，造成大量人員死亡。1960年，茅利塔尼亞從法國獨立建國。1976年，茅利塔尼亞成立阿爾金岩石礁國家公園。

## 地理
阿爾金岸灘位於大西洋沿岸，由沙丘、沿海沼澤地區、小島和淺海沿岸水域組成。流經當地的加那利洋流使得該地區陸地乾燥少雨，為熱帶沙漠氣候。海面上由於洋流將水面下有豐富養分的水帶向上，使該地區魚類大量繁殖，為優良的漁場，亦吸引大批鳥類在此聚集。在海岸邊有大量碳酸鹽與矽質碎屑沉積物，主要為貝類、藤壺與軟體動物遺骸混合風化的矽質碎屑。來自加那利群島的信風改變了哈麥丹風的影響，根據世界銀行2021年的資料，該地區近五年年平均降雨為66公厘，大部分降雨在八月與九月，年平均溫度攝氏25.8度。

## 生態

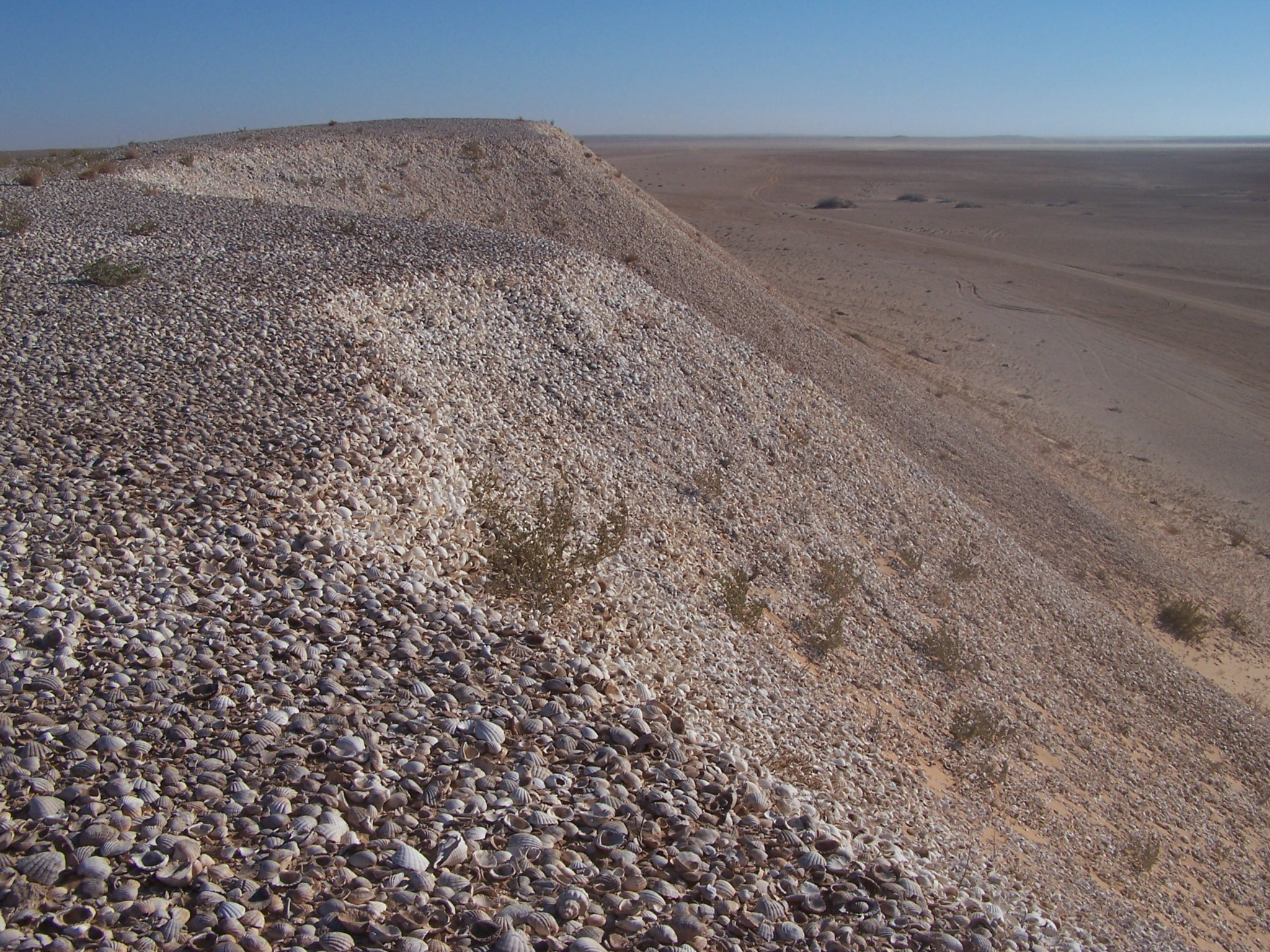
岸灘綿延數公里的贝塚

### 動物
阿爾金岩石礁國家公園有大量浮游植物與底棲生物，提供魚類與鳥類食物。海灘上有許多招潮蟹、蛤蜊。估計鸟类迁徙經過東大西洋的涉禽有700萬隻，其中約30%會在阿爾金岸灘過冬。曾經出現的鳥類已有249種，此地被國際鳥盟列為重点鸟区。此地為白琵鷺最重要的越冬地之一。在此發現的其他鳥類包括大红鹳、剑鸻、灰斑鸻、红腹滨鹬、红脚鹬、斑尾塍鹬、白鹈鹕、長尾鸕鶿、鷗嘴燕鷗、红嘴巨鸥、皇家燕鷗、普通燕鷗。另外還有一些分布於非洲的的物種或亞種，包括苍鹭monicae亞種（Ardea cinerea monicae）、白琵鷺西非亞種（Platalea leucorodia balsaci）、黄喉岩鹭。
相對於活動於此區域的鳥類多為无危物种，此區域的海洋動物有許多瀕危的物種如地中海僧海豹、大西洋駝海豚、寬吻海豚。另外也可發現虎鯨、領航鯨、長鬚鯨、小鬚鯨、大翅鲸、布氏鯨、塞鯨、蓝鲸、里氏海豚、糙齿海豚、港灣鼠海豚，以及極危物種北大西洋露脊鯨，此地區的特有種Rhynchorhina mauritaniensis。過去在此海域曾存在的大西洋灰鯨現在已绝灭。

### 植物
阿爾金岩石礁國家公園位於舊熱帶界與古北界的交界地帶，近海水域有眾多浮游植物，該地區已記錄的植物有190種。約600－800平方公里的淺水區域有大量海草，包括諾氏大葉藻、小海王星草、萊氏二藥草。這些海草穩固海床的底質，提供软体动物與甲壳动物氧氣與生活的場域，並成為西非地區最大的魚類覓食與產卵區。海岸邊部分地區為鹽沼、鹽灘，多為鹽生植物包括海马齿、馬鞍藤、盐地鼠尾粟；有部分地區為红树林，有黑皮紅樹。離海岸邊不遠為撒哈拉沙漠，主要植物為單刺蓬、甜胶大戟、毛沙拐棗。

## 保護
阿爾金岩石礁國家公園的建立是為了保護此處的自然資源，1984年，經由世界自然基金会、國際自然保護聯盟、比利時皇家自然科學研究所（Belgian Royal Institute of Natural Sciences）的協助，茅利塔尼亞制定了該地區的管理計畫。1986年，阿爾金岸灘國際基金會（法語：Fondation Internationale du Banc d'Arguin，FIBA）召集16個非政府组织以協助該國家公園。茅利塔尼亞禁止該海域採用拖网捕鱼，限制每年可捕撈漁獲的數量，另外針對特定保育動物如地中海僧海豹制定了保護區與管理計畫。

## 世界遺產登錄
1989年12月，第13屆世界遺產委員會於法国首都巴黎召開，由茅利塔尼亞申報的項目「阿爾金岩石礁國家公園」經大會通過，成為國第一個自然遺產，編號為506。聯合國教科文組織指出，阿爾金岩石礁國家公園由沙丘、沿海沼澤地區、小島和淺海沿岸水域組成，陸地上的沙漠緊鄰海洋成為強烈的對比。該地區為重要的候鳥遷徙經過地，擁有豐富的生物多樣性。
该世界遗产被认为满足世界遺產登錄基準中的以下基準而予以登錄：
- （x）拥有最重要及显著的多元性生物自然生态栖息地，包含从保育或科学的角度来看，符合普世价值的濒临绝种动物种。

| 世界遺產編號 | 名稱                 | 所在地                      | 保護範圍      |
| ------------ | -------------------- | --------------------------- | ------------- |
| 506          | 阿爾金岩石礁國家公園 | 20°14'4.992"N 16°6'32.004"E | 1,200,000公頃 |

## 外部連結
- 阿爾金岩石礁國家公園（Parc national du banc d'Arguin，PNBA）－官方網站（页面存档备份，存于）（法文）
- 世界遺產官網－阿爾金岩石礁國家公園 （页面存档备份，存于）（英文）
- （視頻）Watching the Birds, Banc De´Arguin National Park, Mauritania （页面存档备份，存于）